# Bleiburg

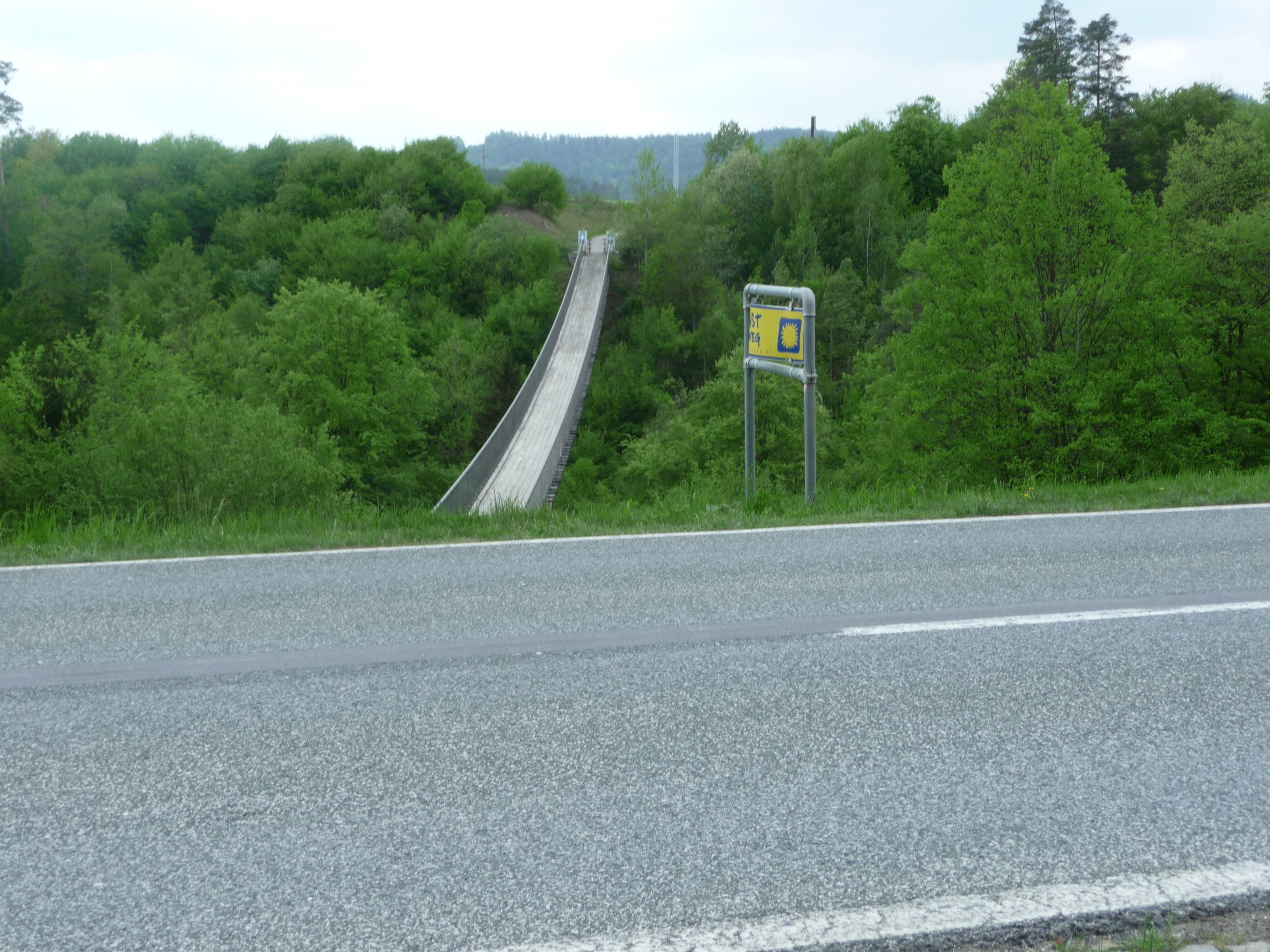
Ponte Sospeso a Bleiburg

Bleiburg (in sloveno Pliberk) è un comune austriaco di 4 030 abitanti nel distretto di Völkermarkt, in Carinzia; ha lo status di città (Stadtgemeinde). Secondo il censimento del 2001, il 30,4% della popolazione appartiene alla minoranza degli sloveni della Carinzia.

## Geografia fisica
Bleiburg si trova nella valle del torrente Feistritz, affluente di destra della Drava. Sorge nella microregione chiamata Jauntal, a 479 m s.l.m., ai piedi della vetta Petzen sulle Caravanche. Il comune si estende per 69,75 km².

## Storia
Il nome (letteralmente "castello del piombo") deriva dall'attività mineraria svolta sul monte Petzen. L'area faceva parte dei possedimenti di Liupicdorf nel Ducato di Carinzia, che intorno all'anno 1000 il vescovo Albuino I di Bressanone dedicò al fratello conte Aribo. Il documento più antico sopravvissuto che menziona la città come castrum et forum Pliburch risale al 1228. I possedimenti comitali del castello di Bleiburg furono sequestrati dai duchi d'Austria Alberto III e Leopoldo III nel 1369, l'anno successivo l'insediamento ricevette i privilegi comunali. Il 16 marzo 1393 il duca Alberto concesse ai cittadini il diritto di tenere l'annuale fiera Wiesenmarkt ("mercato dei prati"), che si svolge il 1º settembre di ogni anno fino ad oggi almeno dal 1428.
Tra il 1918 ed il 1920 fu occupata dalle truppe jugoslave. Nonostante la consistenza della minoranza slovena carinziana, in occasione del plebiscito del 1920, infatti, gli abitanti della Carinzia meridionale rifiutarono la proposta di unirsi al Regno dei Serbi, Croati e Sloveni (la futura Jugoslavia), e scelsero di rimanere in Austria. Nella circoscrizione elettorale di Bleiburg, invece, una risicata maggioranza della popolazione (51%) votò per il passaggio alla Jugoslavia. Nel territorio dell'attuale comune di Bleiburg il 59,8% degli elettori scelse la Jugoslavia.
Il 15 maggio 1945, lo Stato Indipendente di Croazia, alleato della Germania nazista, si arrese ai partigiani jugoslavi a Bleiburg. Nella zona era nel frattempo confluita una lunga colonna composta da decine di migliaia di miliziani collaborazionisti (Guardie nazionali e Ustascia croati, Cetnici serbi e Domobranci sloveni) che avevano cercato di raggiungere il territorio austriaco per arrendersi e ottenere la protezione degli Alleati. Fin da subito partigiani diedero il via ad una serie di esecuzioni sommarie dove vennero uccisi migliaia di collaborazionisti. I superstiti, grazie anche al soprassedere dei militari inglesi, vennero rimpatriati in territorio jugoslavo dove furono internati in campi di concentramento e quasi totalmente sterminati.
Tra il 1973 e il 1991 ha inglobato il comune di Feistritz ob Bleiburg. Nel 2004, i media austriaci hanno riportato la decisione della Croazia di comprare un lotto di terra a Bleiburg ed erigere un monumento per commemorare il massacro; ciò provocò alcune controversie politiche in Austria.

## Monumenti e luoghi d'interesse

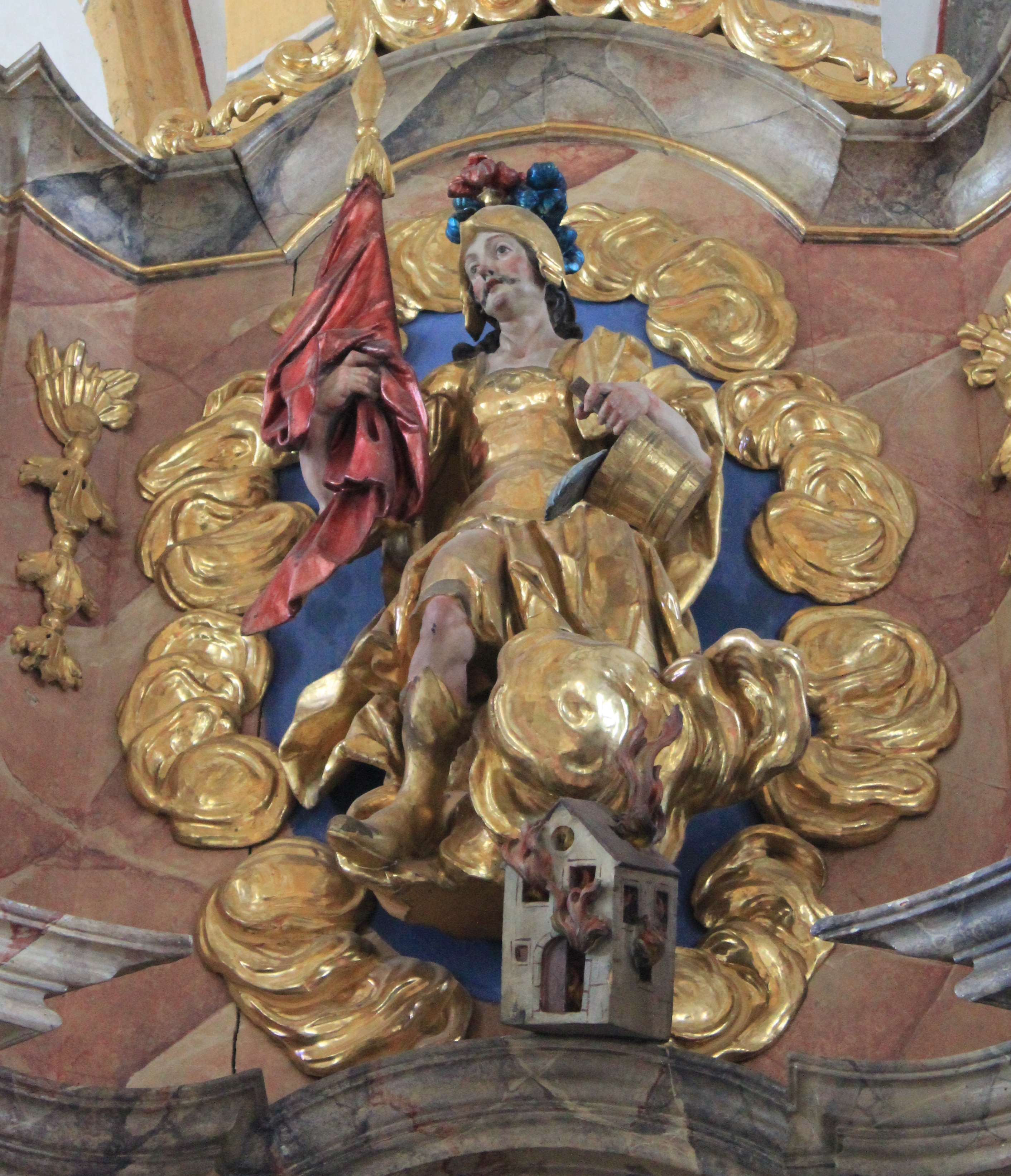
San Floriano. Chiesa parrocchiale, altare laterale

- Chiesa parrocchiale dei Santi Pietro e Paolo (Pfarrkirche Heiligen Petrus und Paulus);
- Werner-Berg-Museum, dedicato al pittore Werner Berg che ha trascorso a Bleiburg parte della sua vita artistica.
- Castello (Burg) di proprietà dei conti Thurn-Valsassina

## Società

### Tradizioni e folclore
L'annuale Wiesenmarkt ("mercato dei prati") ha luogo la prima domenica di settembre ed è cominciato nel 1428. La festa comunque ha inizio il venerdì e il sabato precedente, con una marcia nel centro della cittadina.

## Geografia antropica

### Suddivisioni amministrative
Il territorio comunale è ripartito in dodici comuni catastali (Aich, Bleiburg, Grablach, Kömel, Moos, Oberloibach, Rinkenberg, Sankt Margarethen, Schattenberg, Unterloibach, Weißenstein e Woroujach) e in 23 frazioni (tra parentesi il nome in lingua slovena e la popolazione al 1º gennaio 2015): 
- Aich (Dob, 144)
- Bleiburg (Pliberk, 1 376)
- Dobrowa (Dobrova, 18)
- Draurain (Brege, 15)
- Ebersdorf (Drveša vas, 475)
- Einersdorf (Nonča vas, 277)
- Grablach (Grablje, 33)
- Kömmel (Komelj, 68)
- Kömmelgupf (Komeljski vrh, 24)
- Loibach (Libuče, 399)
- Lokowitzen (Lokovica, 5)
- Moos (Blato, 163)
- Replach (Replje, 64)
- Rinkenberg (Vogrče, 276)
- Rinkolach (Rinkole, 87)
- Ruttach (Rute, 37)
- Sankt Georgen (Šentjur, 35)
- Sankt Margarethen (Šmarjeta, 89)
- Schattenberg (Senčni Kraj, 21)
- Schilterndorf (Čirkovče, 147)
- Weißenstein (Belšak, 22)
- Wiederndorf (Vidra vas, 188)
- Woroujach (Borovje, 80)

## Economia
Una piccola stazione sciistica è presente sul monte Petzen. Per quanto riguarda il turismo estivo, nei pressi della città è presente il lago Klopeiner See.

## Infrastrutture e trasporti
Bleiburg è servita da una propria stazione ferroviaria posta lungo la linea della Val Drava. Il centro cittadino è attraversato da una piccola linea ferroviaria, la Jauntalbahn. Altre infrastrutture sono l'autostrada Süd Autobahn A2 e i valichi verso la Slovenia di Mießtal e Unterdrauburg. Il comune dovrebbe essere collegato alla ferrovia ad alta velocità "Koralmbahn".